# Chaerephon russatus
Chaerephon russatus är en fladdermusart som beskrevs av J. A. Allen 1917. Chaerephon russatus ingår i släktet Chaerephon och familjen veckläppade fladdermöss. Inga underarter finns listade i Catalogue of Life. I några äldre avhandlingar listades arten i släktena Tadarida eller Mops.
Denna fladdermus förekommer med två populationer i Afrika. Den första från Liberia till Ghana och den andra från Kamerun till norra Kongo-Kinshasa. Habitatet utgörs av olika slags skogar. Individerna vilar hängande på grenar och i trädhålor.
Arten är med svans 9,3 till 10,5 cm lång, svanslängden är 2,9 till 3,6 cm och underarmarna är i genomsnitt 4,5 cm långa. Djuret har 1,0 till 1,3 cm långa bakfötter och 1,9 till 2,2 cm stora öron. Bara halva svansen är inbäddad i svansflyghuden. Ovansidan är täckt av rödbrun päls och på axlarna förekommer nakna ställen. Undersidans päls har en kanelbrun färg och den fortsätter lite på vingarnas undersida. Den torra flygmembranen har en brun färg. I de övre hörntänderna förekommer djupa rännor. Liksom hos andra släktmedlemmar är öronen på hjässan sammanlänkade med en hudflik. Typiskt för huvudet är en veckad överläpp med borstiga hår och svartbruna öron.
Vild viloplatsen bildas grupper med upp till 27 medlemmar. Allmänt jagar veckläppade fladdermöss insekter. Honor som hittades i nordöstra delen av utbredningsområdet var i september dräktiga med en embryo.
I västra Afrika kan skogsröjningar påverka beståndet. Hela populationens storlek är okänd. IUCN listar arten med kunskapsbrist (DD).